# Joseph Mooney

Joseph Mooney var en engelsk professionell fotbollsspelare som spelade som back. Han spelade enbart en gång i The Football League för Burnley FC mellan år 1905-06.